# Contrari (famiglia)
I Contrari furono una famiglia nobiliare italiana originaria di Ferrara,  il cui primo personaggio noto fu Pietro Contrari, console ferrarese nel 1120.
Detentrice di concessioni fondiarie ottenute dall'episcopato ferrarese, divenne ricca e potente grazie all'appoggio degli Estensi; fu il marchese Niccolò III d'Este a donare al giovane Uguccione dei Contrari le terre di Vignola con la loro rocca nel 1401 quando la casata giunse all'apice della fama e della potenza.
Nel XVI secolo le fortune mutarono, Alfonso II d'Este ordinò l'uccisione di Ercole Contrari, coinvolto nella morte di Luigi Gonzaga e la morte senza eredi di Ercole estinse definitivamente la famiglia nel 1575. Tutti i beni vennero incamerati dagli Este.

## Storia

### Origini

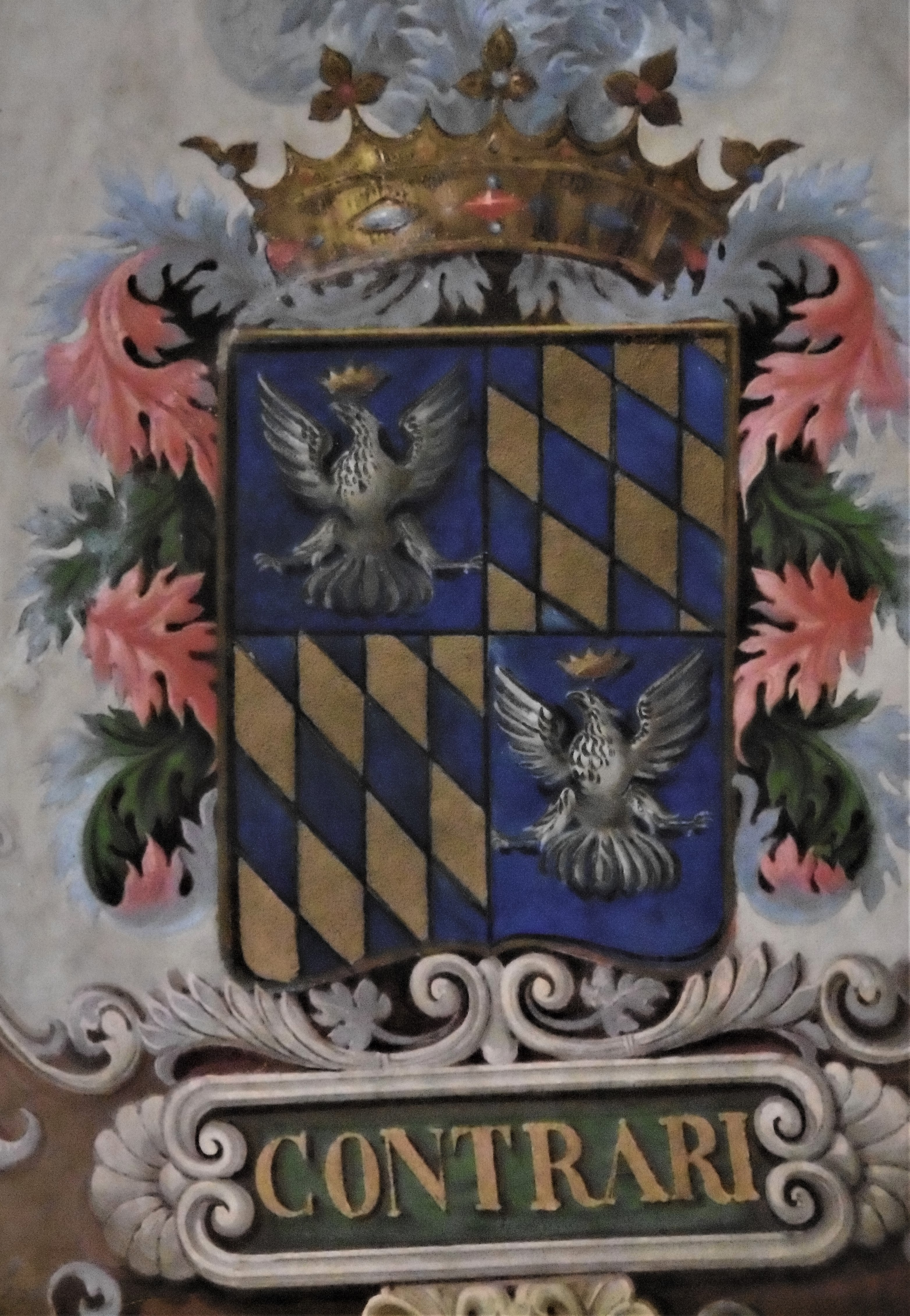
Stemma della famiglia Contrari nel Palazzo Municipale di Ferrara

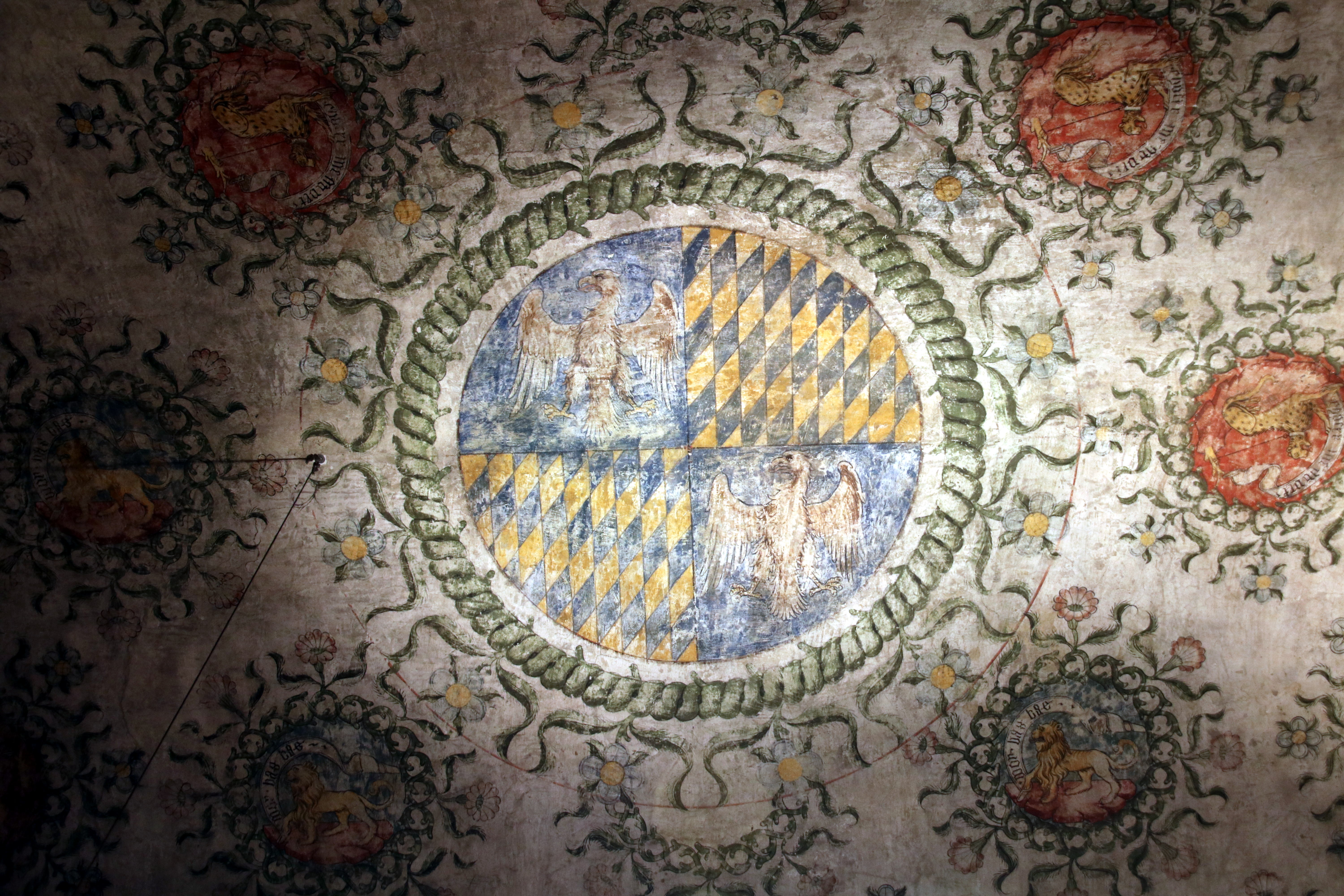
Stemma araldico dei Contrari in un affresco della Sala dei Leoni e dei Leopardi della Rocca di Vignola.

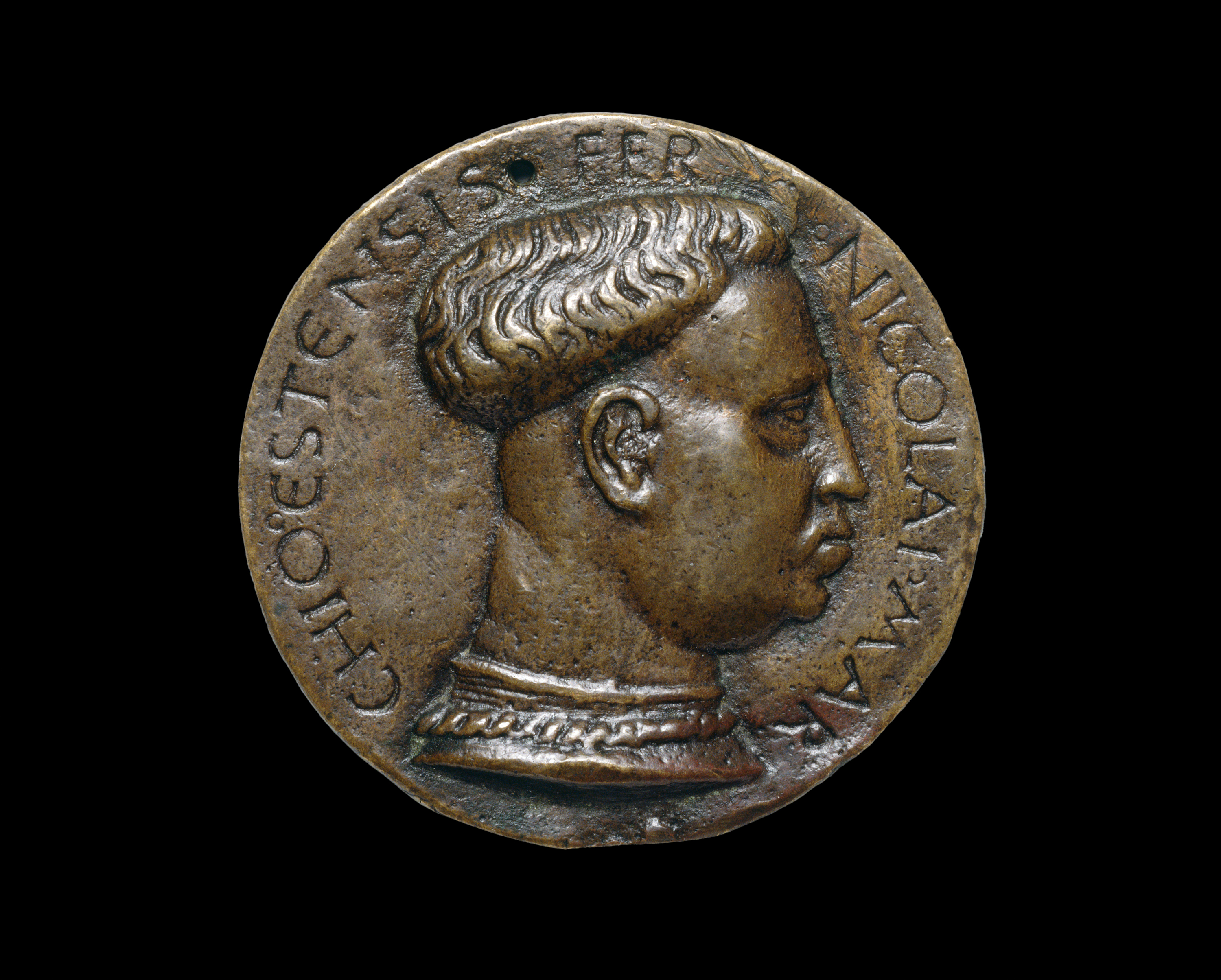
Diritto di una medaglia raffigurante Niccolò III d'Este, opera di Amadio da Milano (National Gallery of Art, Washington, USA)

L'antica famiglia dei Contrari (de Contrariis) fu originaria di Ferrara e del suo territorio con esponenti a ricoprire cariche pubbliche sin dal XII secolo.
Si hanno notizie di un Pietro Contrari che nel 1120 sedeva tra i consoli ferraresi e di un Isnardo, che nel 1179 svolse il ruolo di arbitro per le controversie tra i consoli ferraresi e modenesi e che successivamente svolse il ruolo di pacificatore tra Ferrara e Bologna per un caso di omicidio. Altre notizie riguardano un certo Uguccione, vivente nel 1198, e un Guizzardo, che nel 1235 fu oratore per i ferraresi presso Brescia per affari riguardanti la Lega Lombarda. Da tempi remoti inoltre i Contrari furono vassalli della Chiesa di Ferrara ricevendone investiture, concessioni, conferme e rinnovi di varie terre feudali.
Altro membro illustre fu Capostipite fu Mainardo dei Contrari, probabilmente figlio di Uguccione o Guizzardo. La ricostruzione genealogica a partire dalla sua figura è pressoché certa. Morì prima del 1276 ed ebbe molti figli. Tra questi Azzo e Niccolò, che furono canonici per la diocesi ferrarese, Andalò, da cui originò una linea cadetta esistente almeno fino alla seconda metà del XIV secolo, e infine Guglielmino e Tommaso, che ottennero l'investitura di alcuni beni della mensa vescovile ferrarese il 4 febbraio 1276.
Con Bartolomeo, detto Borto, figlio di Guglielmino, continuò la linea principale. Borto visse a Ferrara in via Gusmaria e morì nel 1353. Ebbe almeno tre figli, Guglielmino, Mainardo, Uguccione. Dal primogenito Guglielmino originò una linea cadetta esistente almeno fino alla seconda metà del XV secolo mentre Mainardo, morto prima del 1399, fu un illustre magistrato e militare, che fece parte del Consiglio di Reggenza istituito nel 1393 alla morte del marchese Alberto V d'Este per il governo dello Stato e la cura del successore Niccolò III d'Este.
Da quest'ultimo Mainardo nacque il più illustre membro della famiglia e artefice della fortuna e della gloria del suo casato: Uguccione dei Contrari.

### Ascesa

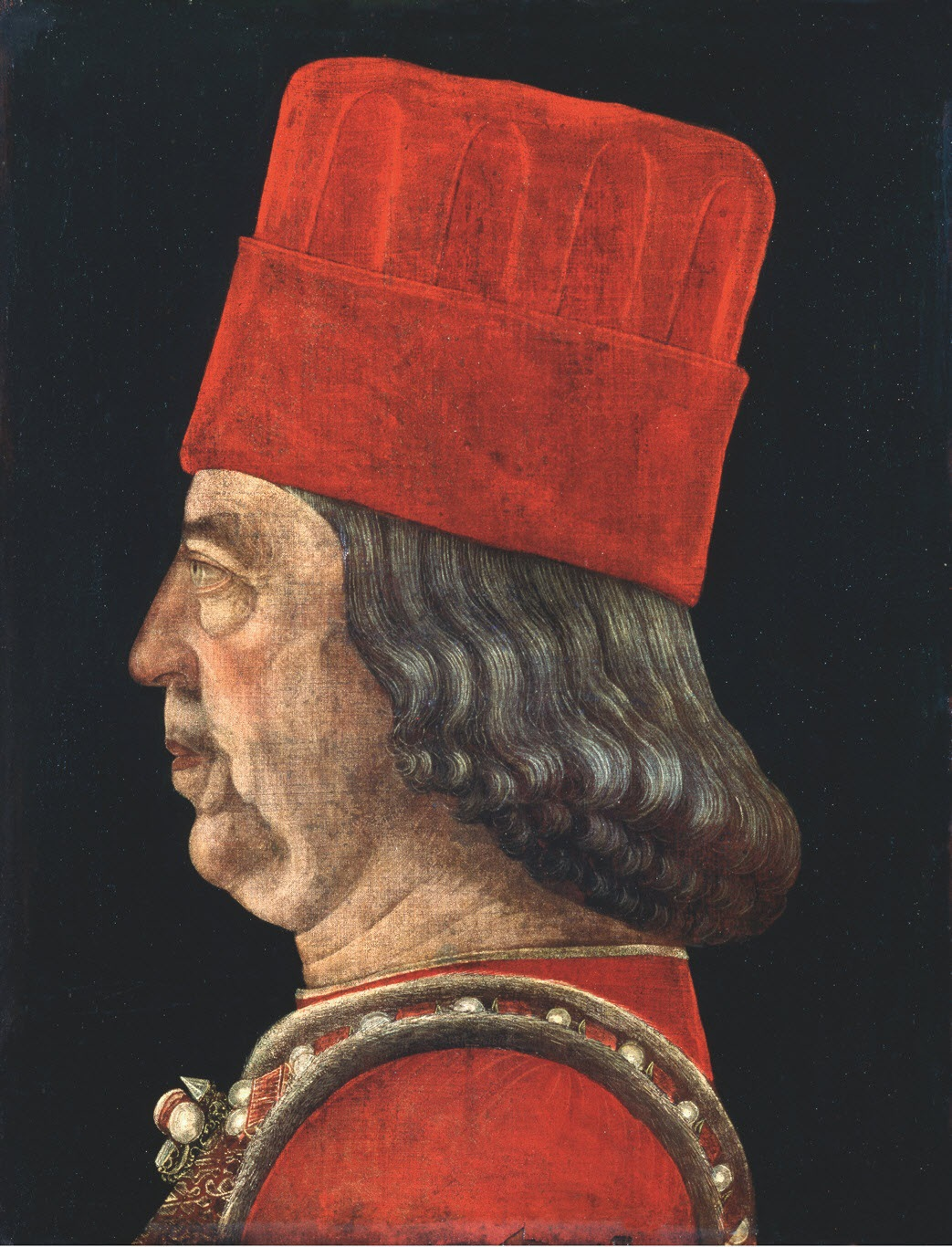
Ritratto di Borso d'Este, opera attribuita a Baldassarre d'Este Pinacoteca del Castello Sforzesco, Milano, Italia)

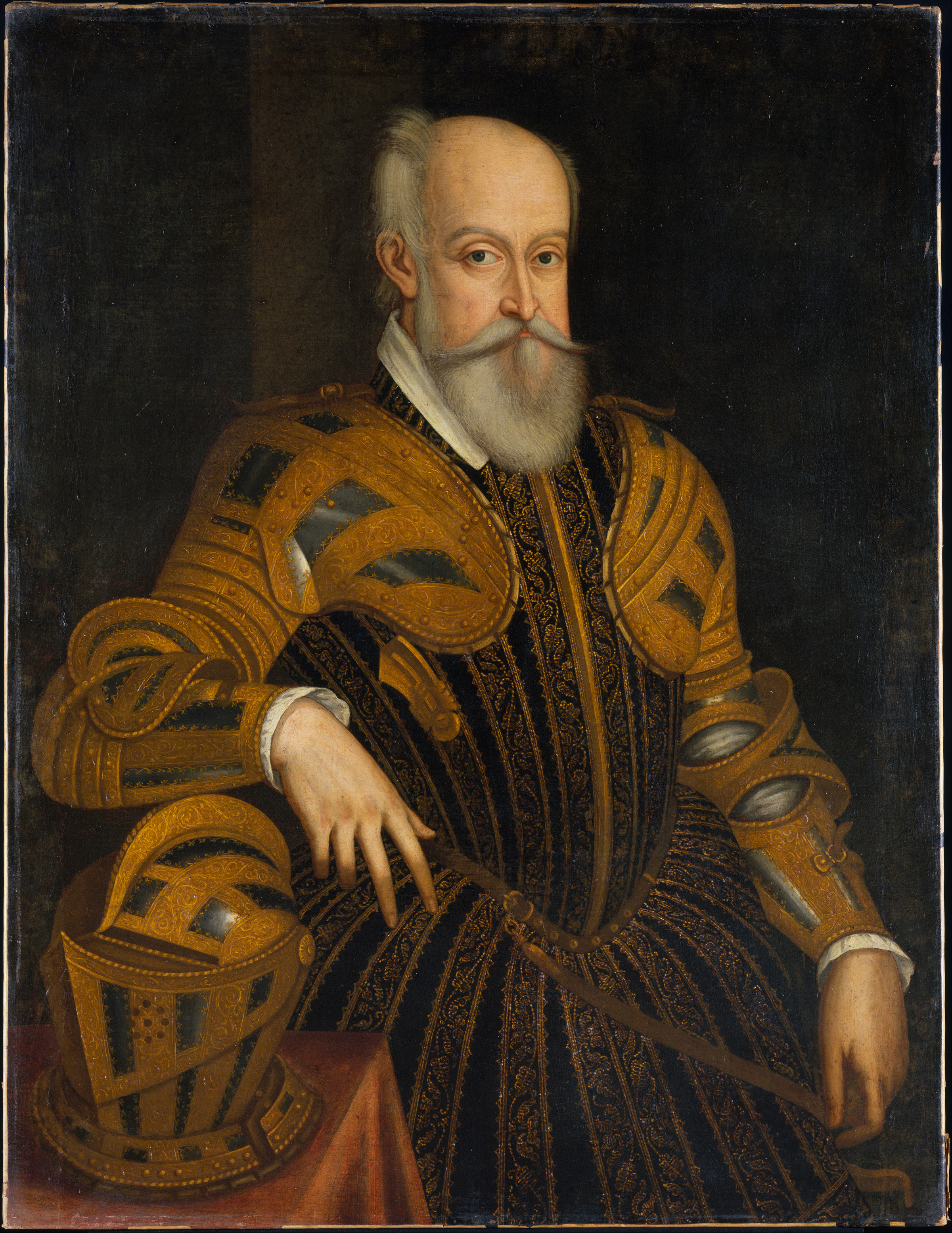
Ritratto di Alfonso II d'Este, opera di ignoto (Metropolitan Museum of Art, New York, USA)

Uguccione dei Contrari nacque probabilmente nel 1379 quindi di poco maggiore di Niccolò III d'Este, che per età era affidato ad un Consiglio di Reggenza, sotto la protezione di Venezia, che doveva affrontare delle pretese di Azzo IX d'Este. Al consiglio apparteneva il padre di Uguccione e i due giovani divennero compagni di giochi e probabilmente anche di studi alla scuola dell'umanista Donato Albanzani. Il giovane marchese ricambiò poi l'amicizia con importanti donazioni come quando il 24 ottobre del 1400 donò ad Uguccione venticinque appezzamenti di terra, e nel 1401 prima gli concesse come feudo il palazzo di Trecenta col gastaldato ricco di ventisei poderi con varie costruzioni e pochi giorni dopo gli donò Vignola con tutto il suo territorio compresa la rocca e Uguccione rispose con la sua fedeltà, divenendone suo consigliere e vicario al governo.
Come condottiero Uguccione partecipò alla presa di Bologna per lo Stato Pontificio raggiungendo i gradi di maresciallo generale dell'esercito dello Stato della Chiesa e di capitano generale della Chiesa. Partecipò poi a scontri contro la Serenissima considerato dai veneziani uno dei maggiori avversari ai loro interessi su Ferrara. Dopo vicende alterne si giunse alla pace con i veneziani e le trattative furono condotte proprio da Uguccione che ottenne anche il rispetto degli avversari che in seguito gli conferirono la cittadinanza e l'aggregazione al Maggior Consiglio con ascrizione al Patriziato di Venezia anche per i suoi eredi. Dal 1403 ebbe il vicariato a vita di Castelfranco e il castello di Poggio. Dal 1409 ebbe poi il dominio sui castelli di Savignano sul Panaro, Montorsello, Montebonello, Montombraro, Montecorone e Monfestino, con tutte le loro pertinenze e dipendenze oltre ad altri nel territorio del parmense come il castello di Guardasone. Tutti i possedimenti Guardasone nel parmense e nel reggiano furono poi perduti dopo il 1420, a favore del duca Filippo Maria Visconti.
Il marchese Niccolò III morì improvvisamente il 26 dicembre 1441 e Uguccione continuò sino alla morte, avvenuta il 15 marzo 1448, la sua collaborazione col nuovo signore Leonello d'Este.

### Signori di Vignola

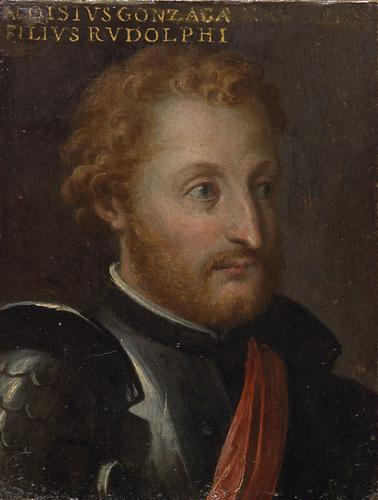
Ritratto di Luigi Gonzaga di Poviglio (Kunsthistorisches Museum, Vienna, Austria)

Uguccione sposò in prime nozze Giacoma de Schivazappi, che secondo Pompeo Litta Biumi forse apparteneva alla famiglia de Gruamonti e poi Camilla Pio. Ebbe forse sei figli, tre femmine e tre maschi. Sicuri furono Ambrogio e Niccolò, in dubbio Mainardino, che per Litta probabilmente appartenne a un altro ramo della famiglia.
Il 9 settembre 1453 il duca Borso d'Este eresse Vignola in contea con i territori di Savignano e Monfestino e primo conte fu Niccolò Contrari.
Come condottiero nel 1467 combatté con Bartolomeo Colleoni contro Piero il Gottoso, poi fu consigliere e cameriere ducale di Borso e fu inviato a Napoli per portare a Ferrara Eleonora d'Aragona, sposa di Ercole I d'Este. A Napoli poi tornò nuovamente come ambasciatore estense alla corte del re di Napoli Alfonso II di Napoli e vi morì nel 1477, lasciando una sola figlia, Ippolita.
Il duca Alfonso II d'Este conferì alla famiglia il titolo di marchese di Vignola.

### Caduta

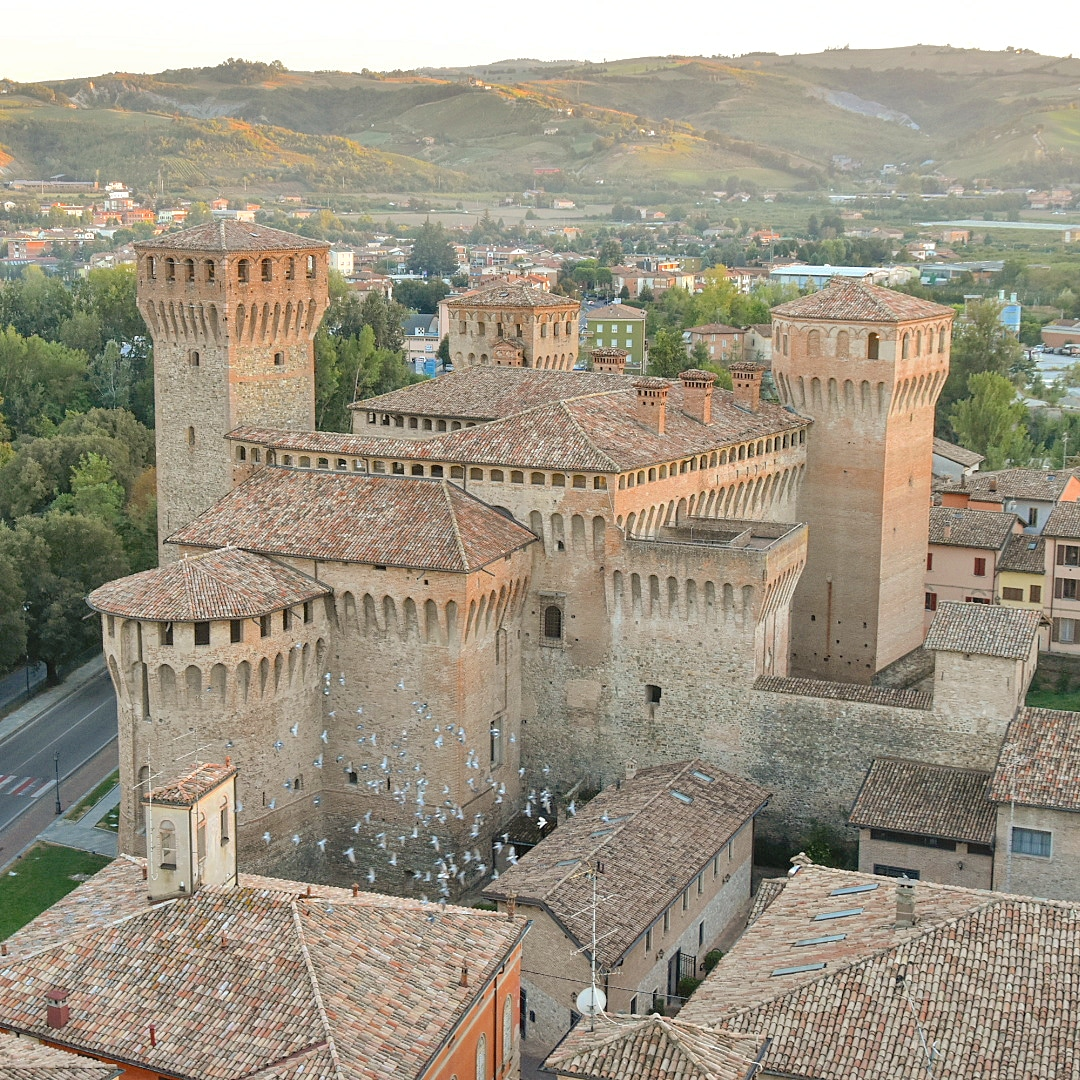
Rocca di Vignola.

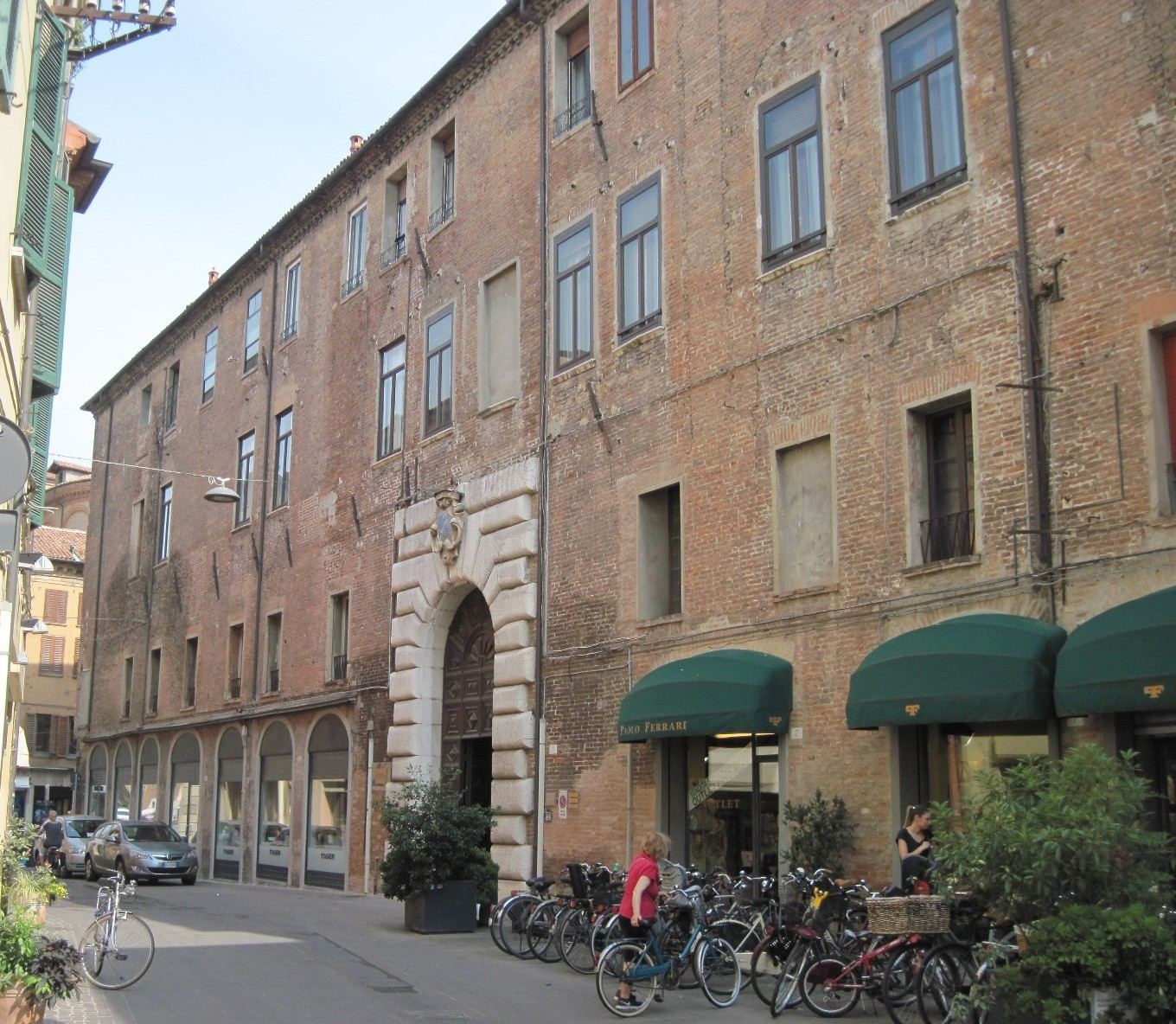
Palazzo Contrari in via Contrari a Ferrara.

Ambrogio, fratello di Niccolò, ebbe tre figlie e un solo figlio, Uguccione. Quest'ultimo ebbe tre figli Alfonso, Ercole e Giovanni. Da Alfonso nacque Ercole Contrari. Ercole fu forse il più ricco di Ferrara, abile giostratore e amico di Torquato Tasso, ma fu coinvolto in un episodio grave. Luigi Gonzaga, ospite della corte estense, venne assalito nelle vicinanze di palazzo Contrari dai cani di Ercole e li fece abbattere. Ercole si sentì offeso e fece assassinare il Gonzaga da suoi sicari. Alfonso II d'Este richiese la consegna degli assassini, ma Ercole li consegnò solo morti. Il 2 agosto 1575 il duca fece strozzare il Contrari e poi la sua morte fu dichiarata ufficialmente da avvelenamento. Con la morte senza eredi di Ercole Contrari si estinse la famiglia.

## Domini dinastici
La famiglia divenne potente, ricchissima e con ingenti entrate specialmente grazie a Uguccione dei Contrari. Al momento della morte si stima che Uguccione possedesse ben 185 tra feudi, enfiteusi, cessioni di decime e livelli solo da parte del vescovo di Ferrara. I Contrari nel corso dei secoli ebbero la concessione di molti feudi, tutti perduti nel 1575:
- Dal 1401 il territorio di Vignola con la Rocca di Vignola
- Dal 1403 il vicariato di Castelfranco e il castello di Poggio
- Dal 1409 i castelli di Savignano sul Panaro, di Montorsello, di Montebonello, di Montombraro, di Montecorone e di Monfestino
- Castello di Guardasone
- Altri castelli nei territori del parmense e del reggiano. Molti di questi, insieme a Guardasone, furono dovuti ceduti al duca Filippo Maria Visconti.[3][4]

## Dimore dinastiche
A Ferrara è presente il palazzo Contrari, antica dimora della famiglia sino al 1575, dove abitarono Uguccione dei Contrari ed Ercole Contrari. Alla morte di Ercole la proprietà passò alla famiglia Pepoli, fino al 1855, ed infine il palazzo venne suddiviso tra diverse famiglie.